# ヴィグディス (小惑星)
ヴィグディス (1053 Vigdis) は小惑星帯に位置する小惑星である。ハイデルベルクのケーニッヒシュトゥール天文台でマックス・ヴォルフによって発見された。
命名の由来は不明。